# Haudainville
Haudainville est une commune française située dans le département de la Meuse, en région Grand Est.

## Géographie

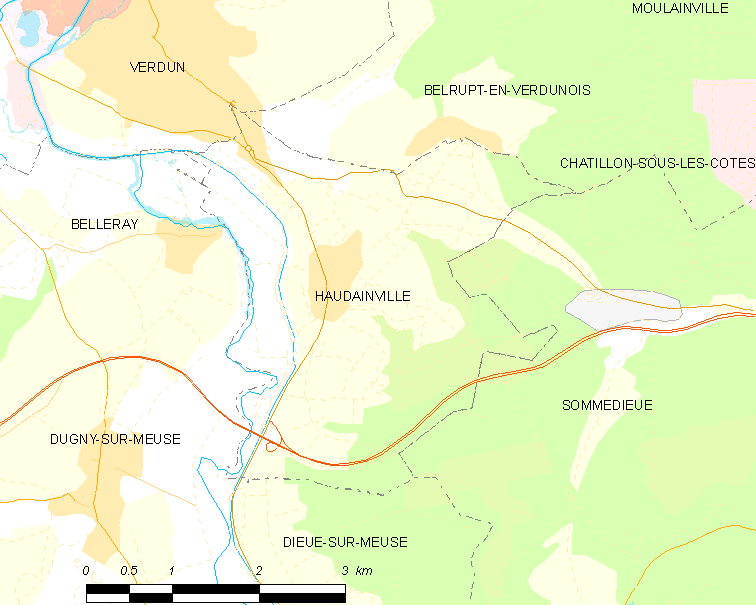
Carte de la commune.
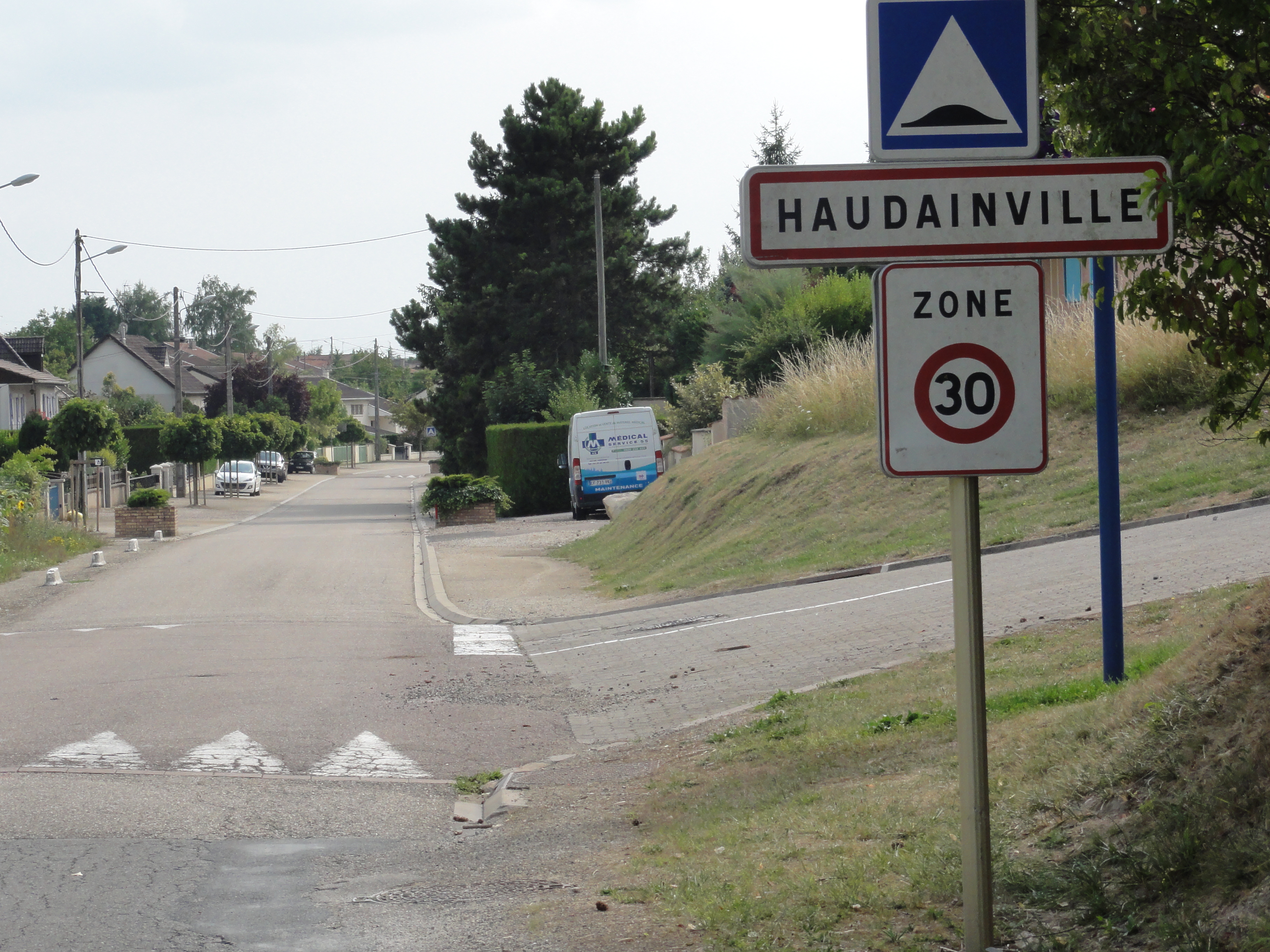
Entrée de Haudainville.

| Belleray        | Belleray        | Belrupt-en-Verdunois |
| Belleray        | Haudainville    | Belrupt-en-Verdunois |
| Dugny-sur-Meuse | Dugny-sur-Meuse | Sommedieue           |

### Hydrographie
La commune est dans le bassin versant de la Meuse au sein du bassin Rhin-Meuse. Elle est drainée par le canal de l'Est Branche-Nord, la Meuse, le ruisseau du Franc-Ban et le ruisseau de Belrupt,.
Le canal de l'Est Branche-Nord, d'une longueur de 141 km, est un chenal et un cours d'eau naturel navigable qui relie Givet à Troussey, où il rejoint le canal de la Marne au Rhin. 
La Meuse, d'une longueur de 486 km, est un fleuve européen qui prend sa source en France, dans la commune du Châtelet-sur-Meuse, à 409 mètres d'altitude, et se jette dans la mer du Nord après un cours long d'approximativement 950 kilomètres traversant la France, la Belgique et les Pays-Bas. Les caractéristiques hydrologiques de la Meuse sont données par la station hydrologique située sur la commune de Verdun. Le débit moyen mensuel est de 39,3 m3/s. Le débit moyen journalier maximum est de 422 m3/s, atteint lors de la crue du 29 janvier 1995. Le débit instantané maximal est quant à lui de 643 m3/s, atteint le 1er janvier 2002.

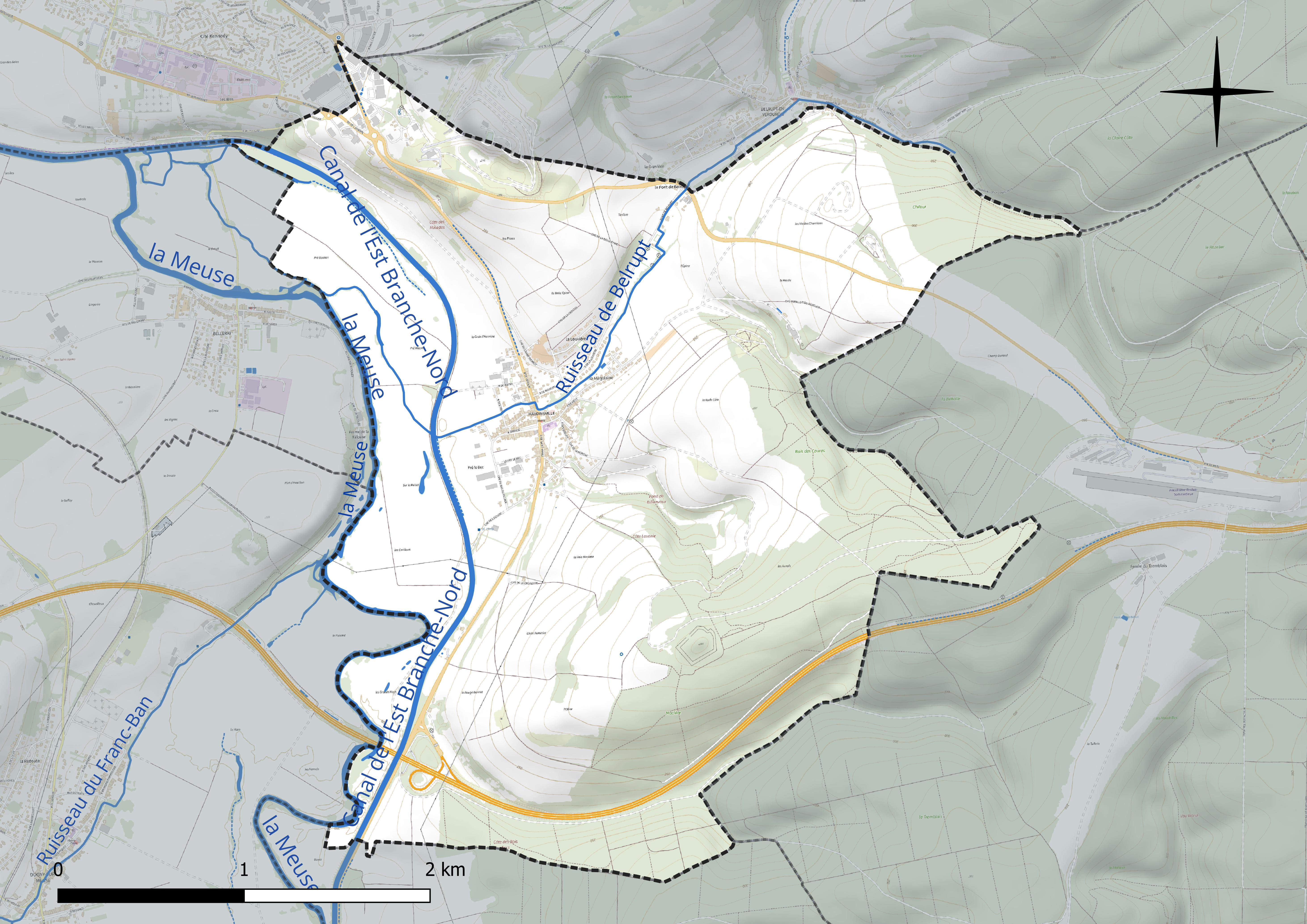
Réseau hydrographique d'Haudainville.

### Climat
Pour des articles plus généraux, voir Climat du Grand Est et Climat de la Meuse.
En 2010, le climat de la commune est de type climat de montagne, selon une étude du Centre national de la recherche scientifique s'appuyant sur une série de données couvrant la période 1971-2000. En 2020, Météo-France publie une typologie des climats de la France métropolitaine dans laquelle la commune est exposée à un climat océanique altéré et est dans la région climatique  Lorraine, plateau de Langres, Morvan, caractérisée par un hiver rude (1,5 °C), des vents modérés et des brouillards fréquents en automne et hiver. 
Pour la période 1971-2000, la température annuelle moyenne est de 9,6 °C, avec une amplitude thermique annuelle de 16,2 °C. Le cumul annuel moyen de précipitations est de 950 mm, avec 14,3 jours de précipitations en janvier et 9,6 jours en juillet. Pour la période 1991-2020, la température moyenne annuelle observée sur la station météorologique de Météo-France la plus proche, « Bonzée_sapc », sur la commune de Bonzée à 13 km à vol d'oiseau, est de 10,6 °C et le cumul annuel moyen de précipitations est de 783,7 mm. 
La température maximale relevée sur cette station est de 40,6 °C, atteinte le 24 juillet 2019 ; la température minimale est de −17,3 °C, atteinte le 7 février 2012,,. 
Les paramètres climatiques de la commune ont été estimés pour le milieu du siècle (2041-2070) selon différents scénarios d'émission de gaz à effet de serre à partir des nouvelles projections climatiques de référence DRIAS-2020. Ils sont consultables sur un site dédié publié par Météo-France en novembre 2022.

## Urbanisme

### Typologie
Au 1er janvier 2024, Haudainville est catégorisée commune rurale à habitat dispersé, selon la nouvelle grille communale de densité à sept niveaux définie par l'Insee en 2022.
Elle est située hors unité urbaine. Par ailleurs la commune fait partie de l'aire d'attraction de Verdun, dont elle est une commune de la couronne,. Cette aire, qui regroupe 103 communes, est catégorisée dans les aires de moins de 50 000 habitants,.

### Occupation des sols
L'occupation des sols de la commune, telle qu'elle ressort de la base de données européenne d’occupation biophysique des sols Corine Land Cover (CLC), est marquée par l'importance des territoires agricoles (64 % en 2018), en diminution par rapport à 1990 (64,9 %). La répartition détaillée en 2018 est la suivante : 
terres arables (47,7 %), forêts (26,1 %), prairies (16,3 %), zones urbanisées (5,2 %), mines, décharges et chantiers (2,9 %), zones industrielles ou commerciales et réseaux de communication (1,8 %). L'évolution de l’occupation des sols de la commune et de ses infrastructures peut être observée sur les différentes représentations cartographiques du territoire : la carte de Cassini (XVIIIe siècle), la carte d'état-major (1820-1866) et les cartes ou photos aériennes de l'IGN pour la période actuelle (1950 à aujourd'hui).

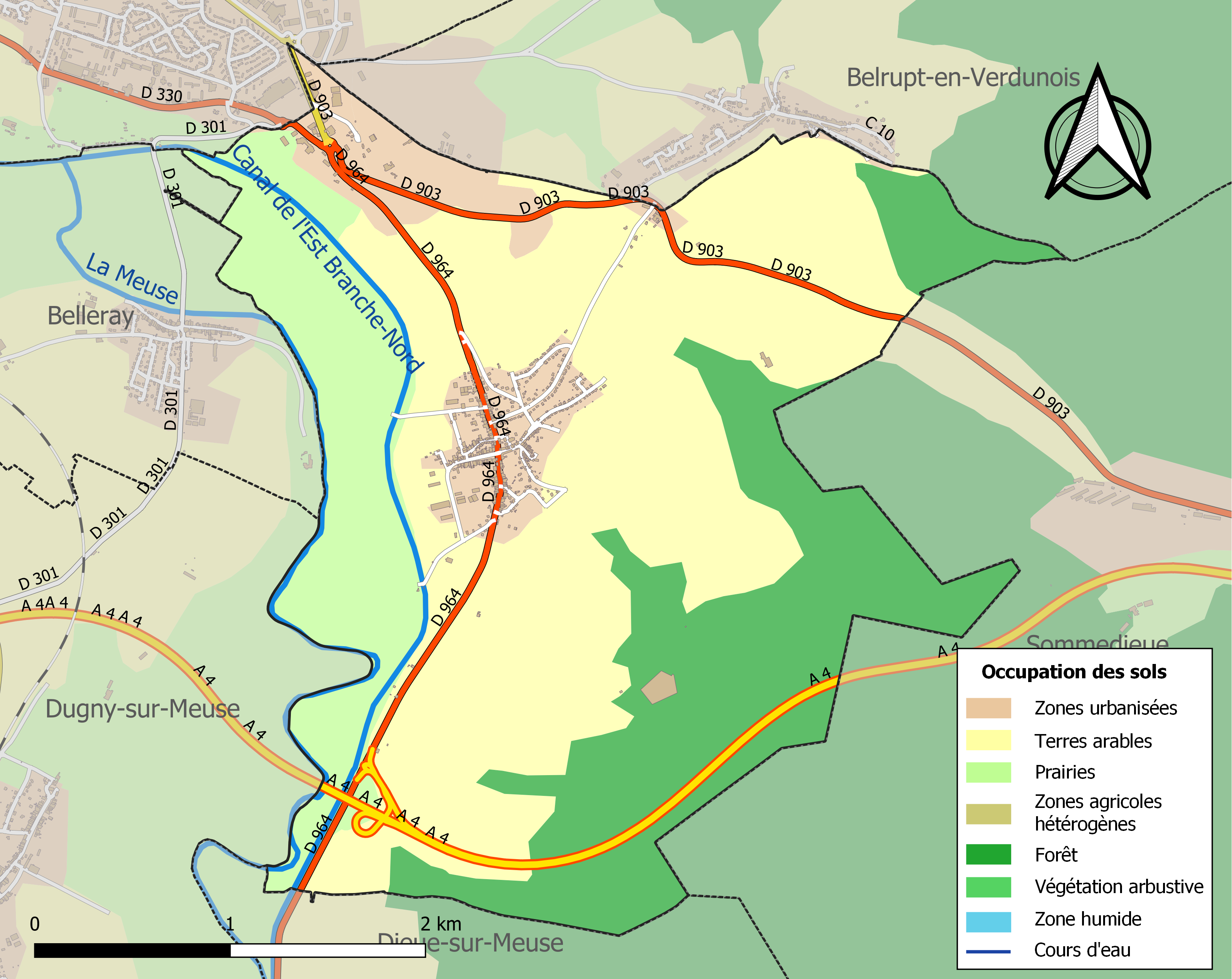
Carte des infrastructures et de l'occupation des sols de la commune en 2018 (CLC).

## Transports
Haudainville est reliée à la commune de Verdun avec la ligne 5 du réseau TIV, a raison de 3 trajets quotidiens.

## Toponymie
Le nom de la localité est attesté sous les formes Holdonis-villa (1041) ; Alden-villa, Aldenivilla (1049) ; Haudini-villa (1061) ; Hadonis-villa (1100) ; Hadonisvilla (1189) ; Hadenvilla (1236) ; Haudeinville (1259) ; Hadeinville (1282) ; Haudainville (1289) ; Haudaynville-de-les-Verdun (1340) ; Haudeiville, Haudeville (1356) ; Hauldanivilla (1357) ; Haudinville (1370) ; Hodainville (1676) ; Haudani-villa (1738).

## Histoire
Haudainville resta faubourg de Verdun jusqu'en 1793, date à laquelle celle localité fut érigée en commune.

## Politique et administration
| Période                                  | Période   | Identité           | Étiquette | Qualité      |
| ---------------------------------------- | --------- | ------------------ | --------- | ------------ |
| Les données manquantes sont à compléter. |           |                    |           |              |
| mars 1994                                | mars 2008 | Denise Mach        | SE        |              |
| mars 2008                                |           | Louis Kutschruiter |           |              |
| mai 2020                                 | En cours  | Patrick Lorans     |           | Ancien cadre |

## Population et société

### Démographie
L'évolution du nombre d'habitants est connue à travers les recensements de la population effectués dans la commune depuis 1793. Pour les communes de moins de 10 000 habitants, une enquête de recensement portant sur toute la population est réalisée tous les cinq ans, les populations de référence des années intermédiaires étant quant à elles estimées par interpolation ou extrapolation. Pour la commune, le premier recensement exhaustif entrant dans le cadre du nouveau dispositif a été réalisé en 2005.

En 2022, la commune comptait 933 habitants, en évolution de −2,81 % par rapport à 2016 (Meuse : −4,4 %, France hors Mayotte : +2,11 %).
| 1793 | 1800 | 1806 | 1821 | 1831 | 1836 | 1841 | 1846 | 1851 |
| ---- | ---- | ---- | ---- | ---- | ---- | ---- | ---- | ---- |
| 555  | 628  | 646  | 747  | 891  | 908  | 868  | 888  | 862  |

| 1856 | 1861 | 1866 | 1872 | 1876 | 1881 | 1886 | 1891 | 1896 |
| ---- | ---- | ---- | ---- | ---- | ---- | ---- | ---- | ---- |
| 835  | 832  | 814  | 801  | 799  | 818  | 881  | 842  | 879  |

| 1901 | 1906 | 1911 | 1921 | 1926 | 1931 | 1936 | 1946 | 1954 |
| ---- | ---- | ---- | ---- | ---- | ---- | ---- | ---- | ---- |
| 772  | 800  | 834  | 719  | 763  | 698  | 669  | 584  | 658  |

| 1962 | 1968 | 1975 | 1982 | 1990 | 1999 | 2005 | 2006  | 2010 |
| ---- | ---- | ---- | ---- | ---- | ---- | ---- | ----- | ---- |
| 740  | 685  | 690  | 740  | 811  | 875  | 977  | 1 003 | 962  |

| 2015 | 2020 | 2022 | - | - | - | - | - | - |
| ---- | ---- | ---- | - | - | - | - | - | - |
| 963  | 935  | 933  | - | - | - | - | - | - |

## Enseignement

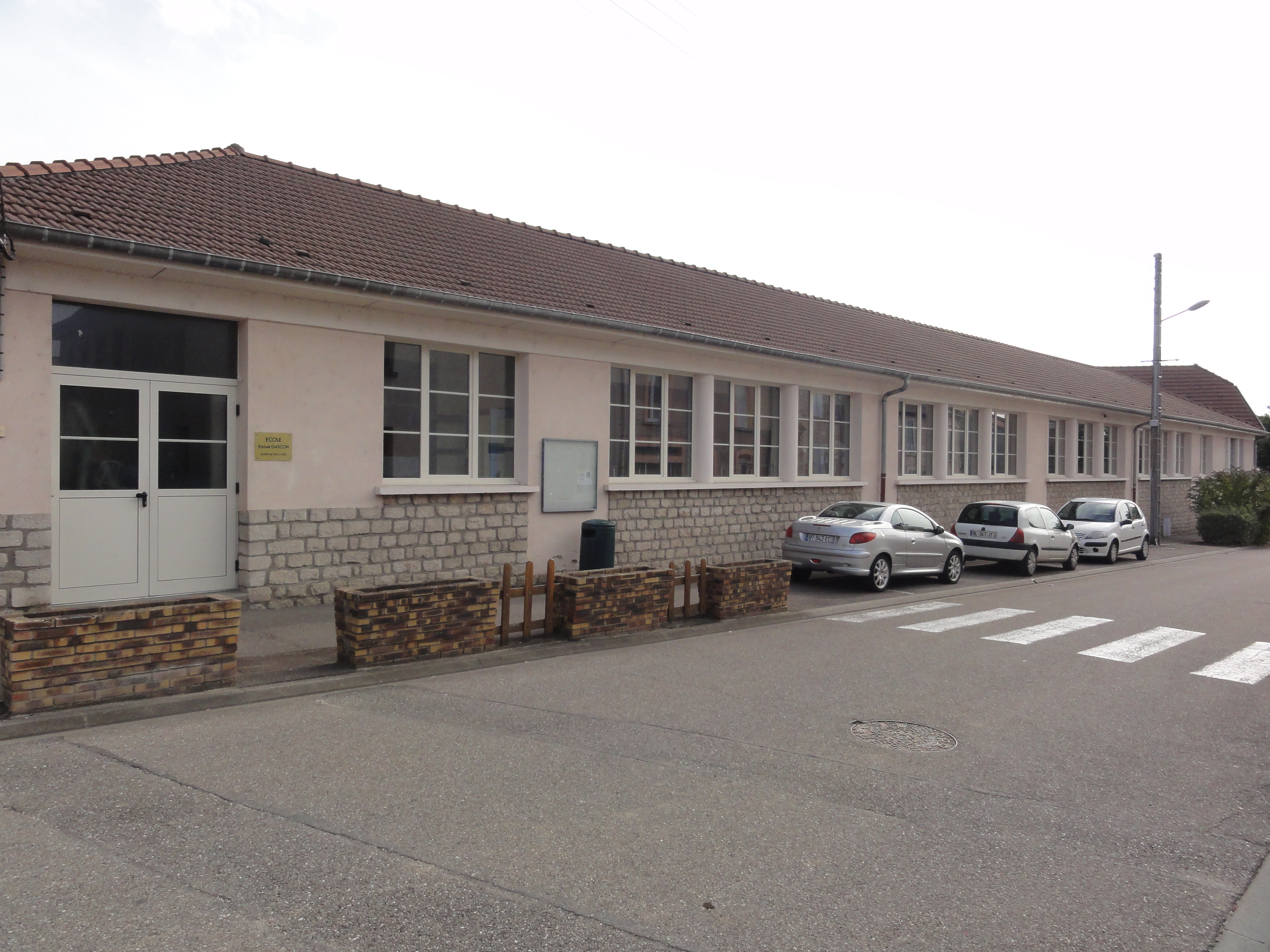
École Edgar Gascon.

### Vie sportive et culturelle
- Terrain de football éclairé et entretenu, avec son local.
- Terrain multisports.
- Salle des fêtes dans laquelle se déroulent des activités quotidiennes du SLC La BEeholle (association du village).

## Économie
- Zone commerciale excentrée.

## Culture locale et patrimoine

### Lieux et monuments
- L'église Saint-Symphorien XVIIIe siècle, XIXe siècle.
- Les Veilleurs de la Paix sur le RN no 64.
- Monument aux morts.
- Cimetière militaire français.
- Memorial John M. Church, aviateur, mort le 21 mai 1944.

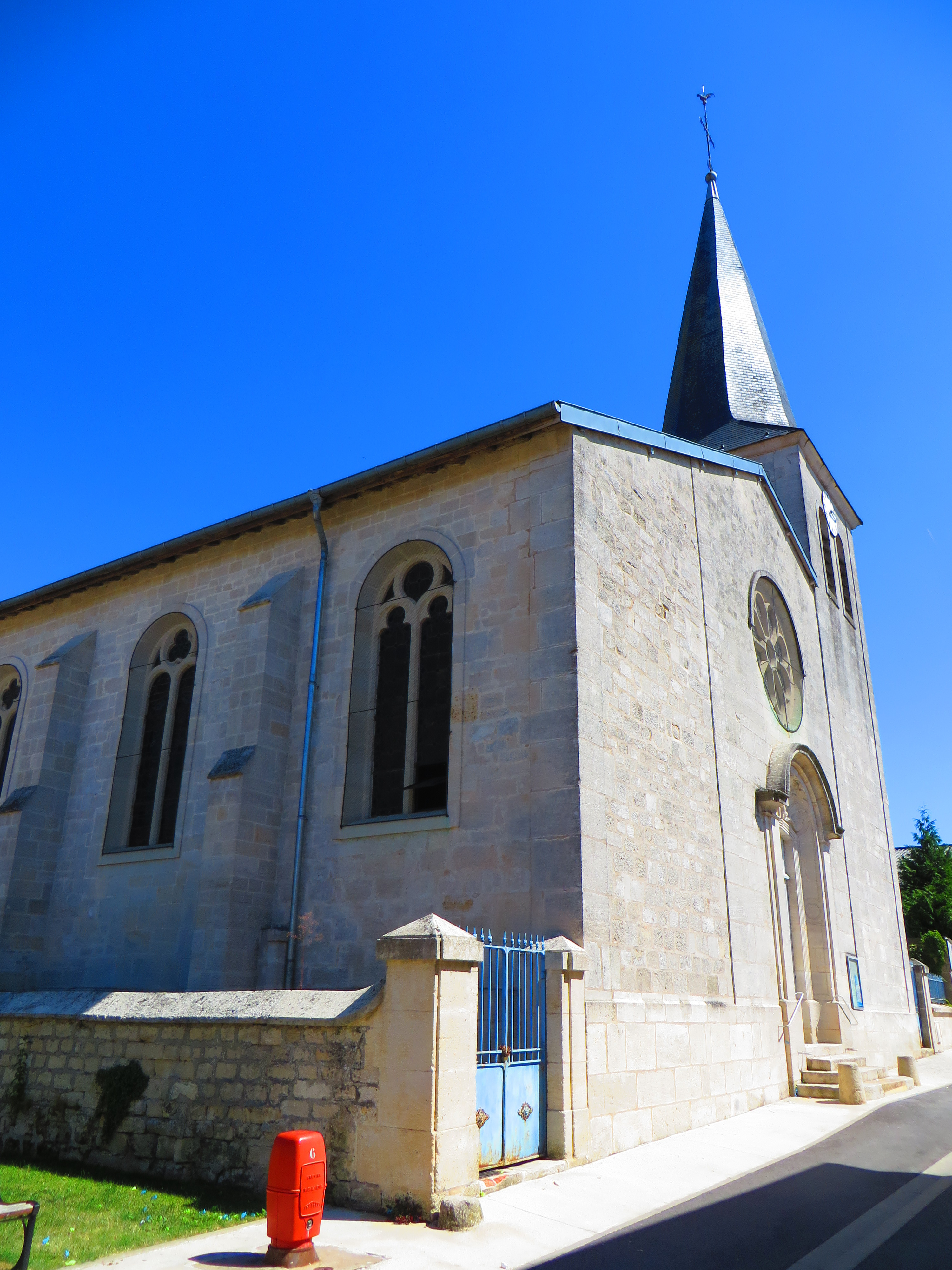
L'église Saint-Symphorien.
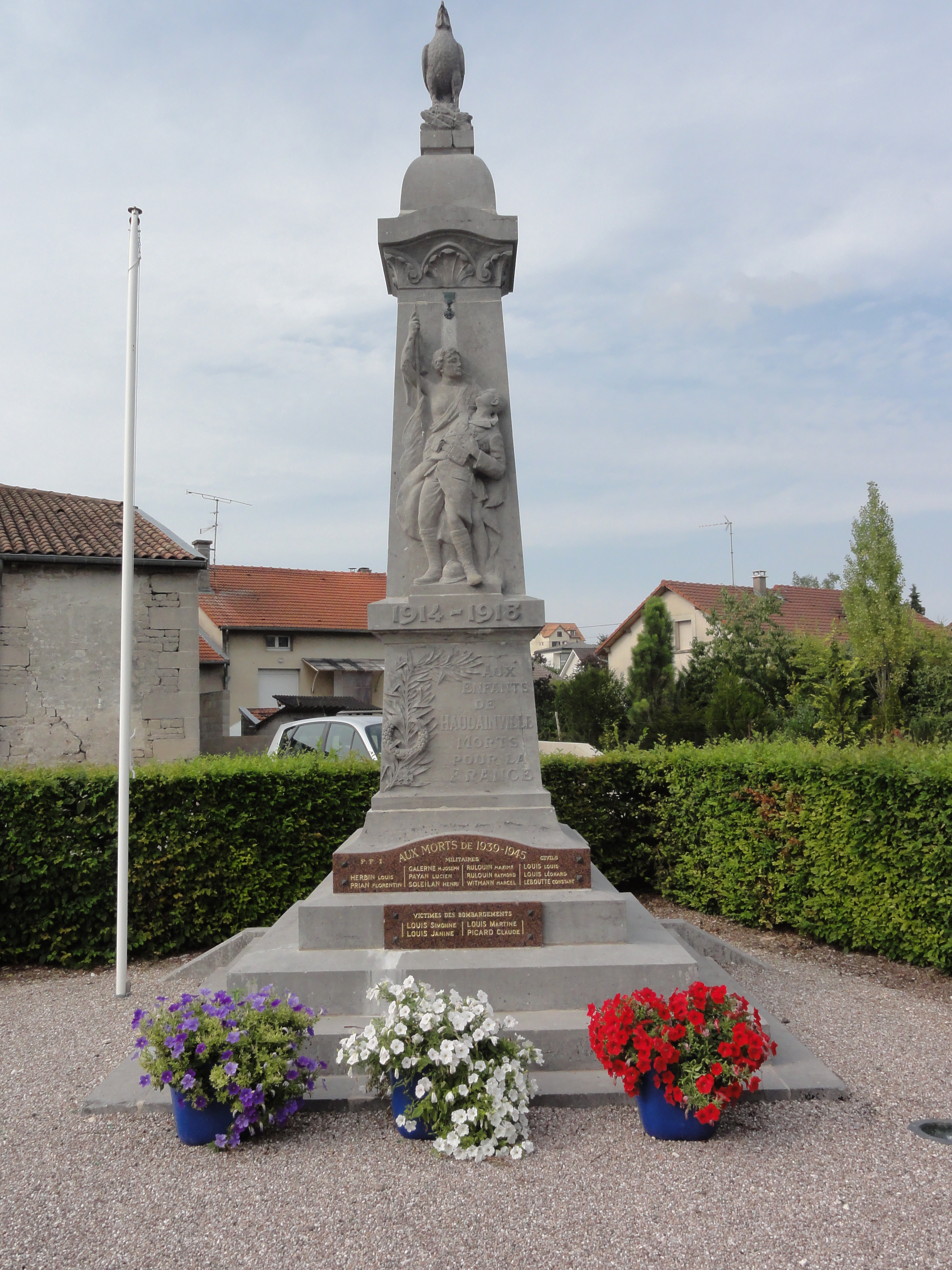
Le monument aux morts.
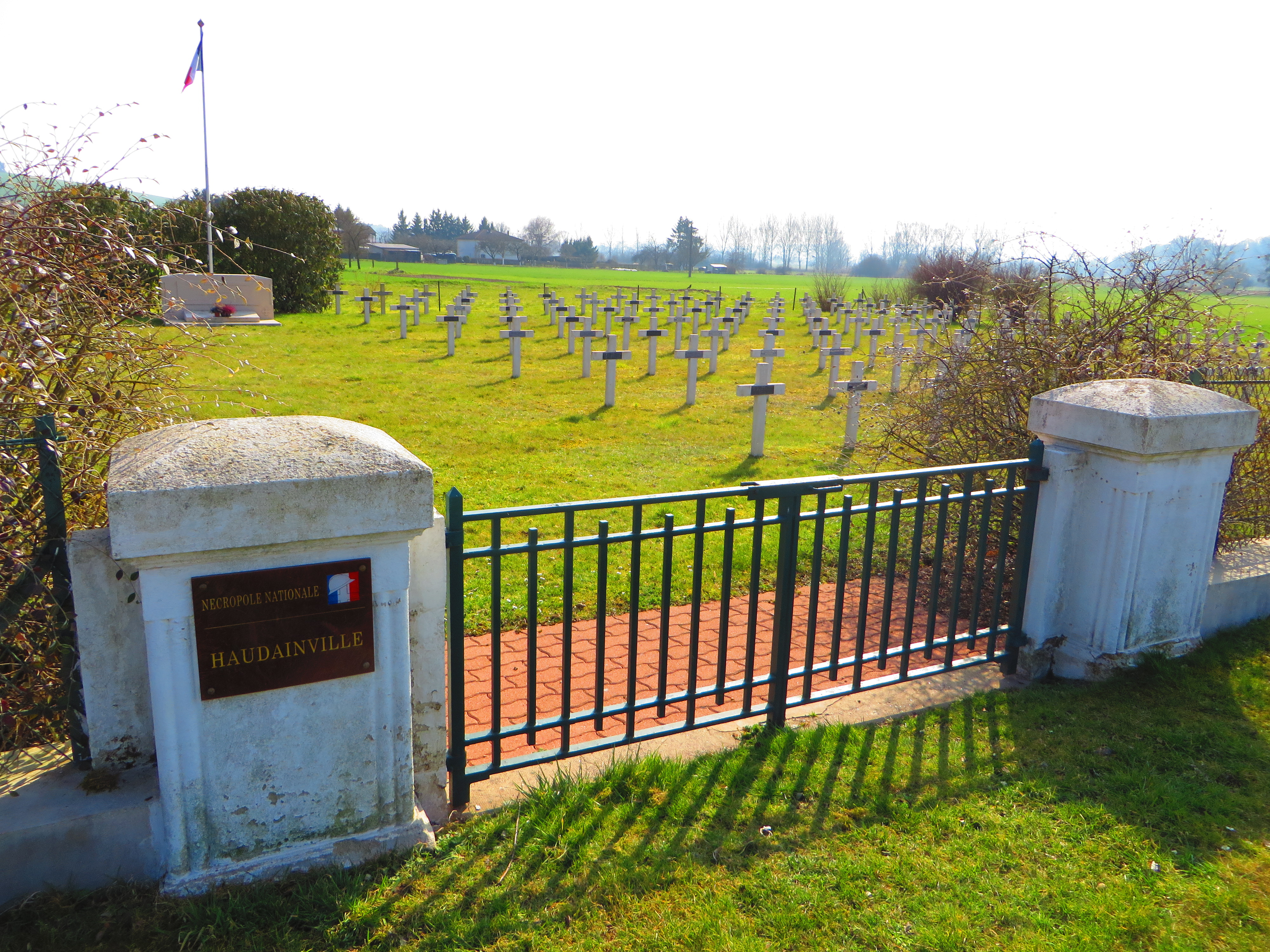
Cimetière militaire français.
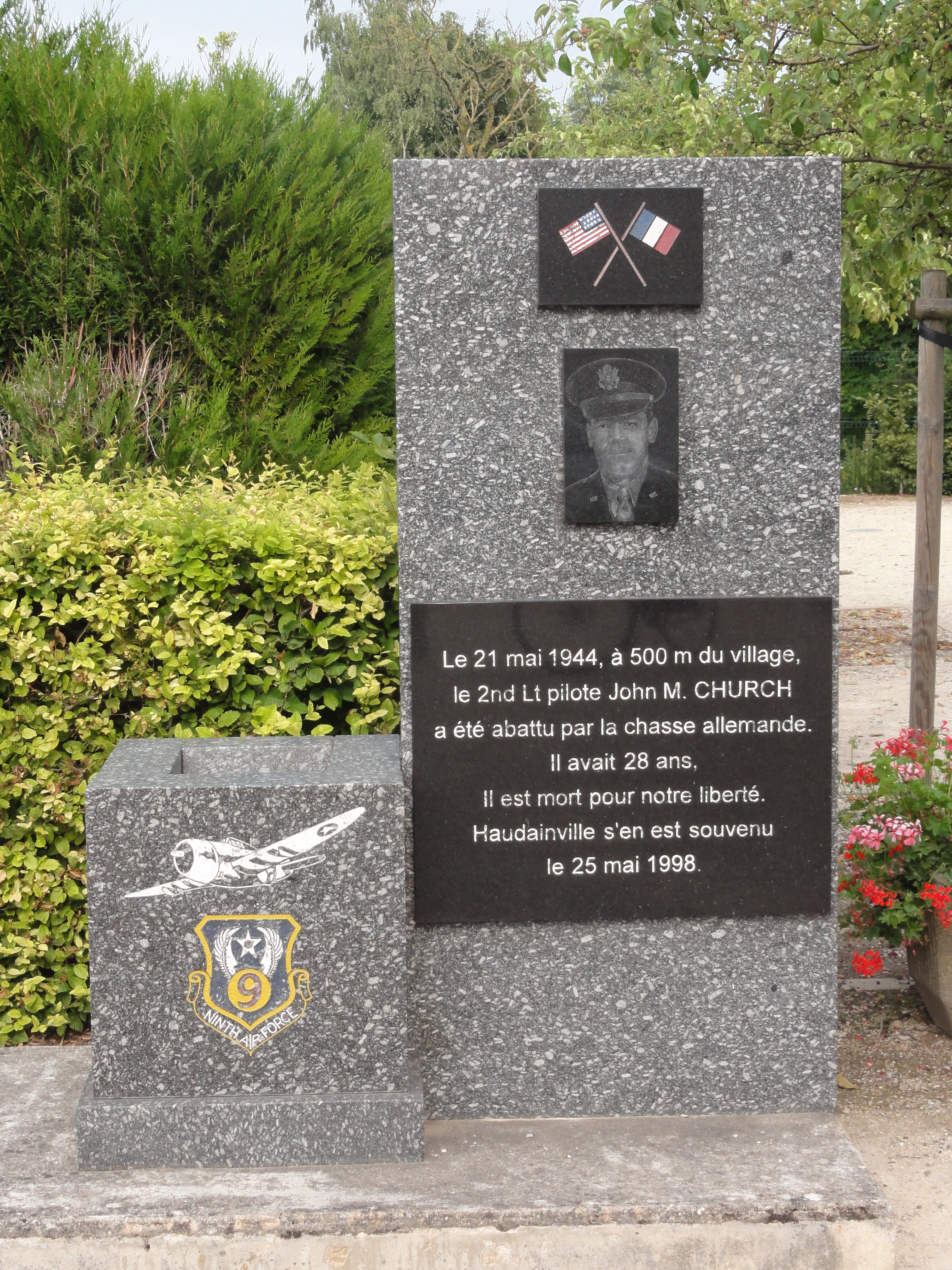
Memorial John M. Church.

### Événements
- Des flammes à la lumière, spectacle son et lumière sur la bataille de Verdun.